# محمد الأحمدي الظواهري
محمد الأحمدي بن إبراهيم الظواهري (1295 - 1363 هـ) أول شيخ قبيلة عربية يلي مشيخة الأزهر، وفي أيامه أنشئت الجامعة الأزهرية الحديثة ومجلة الأزهر ومطبعته. وفي عهده أرسلت بعوث الدعوة إلى الصين واليابان والحبشة والسودان للدعوة إلى الإسلام. من كتبه كتاب «العلم والعلماء» صودرت نسخه وقت صدوره وأحرقت. وكتاب «براءة الإسلام من أوهام العوام» لا يزال مخطوطا.

## مولده ونشأته
ولد بقرية كفر الظواهري بمحافظة الشرقية سنة 1295 هـ/ 1887 م. وسماه والده محمد الأحمدي تيمنًا باسم السيد أحمد البدوي. كان أبوه من خيرة علماء الأزهر، فعُنِيَ بتعليم ابنه، وتعهده بنفسه، وفي الوقت نفسه كان يتردد على حلقات العلم بالجامع الأزهر، ولم يكن يلتزم بدراسة كتاب محدد، أو يتقيد بحضور درس شيخ معين، باستثناء حلقات الإمام محمد عبده. وعندما اطمأن الشيخ إلى ما حصّل، وأنه قادر على الوقوف أمام لجنة الامتحان قرر التقدم للامتحان وكان الامتحان شاقًا، لا يجتازه إلا من بذل غاية جهده في القراءة والبحث ومعرفة دقائق العلم- وتتألف لجنة الممتحنين عادة من كبار علماء الأزهر، وهي تمطر الطالب بأسئلة تكشف عن حقيقة ما حصّل، وتنتقل من علم إلى آخر، وعلى الطالب النابه أن يجيب على ذلك.
شاء الله أن يمتحن الأحمدي الظواهري أمام الشيخ محمد عبده، الذي تقرر أن يرأس اللجنة بدلاً من الشيخ «سليم البشري» شيخ الجامع الأزهر، فتطرّق الخوف إلى قلب الطالب؛ لأنه يعلم ما بين الشيخ وأبيه من النفور والجفاء، وفتح الله على الطالب المجتهد وأحسن في العرض، وهو ما جعل الإمام يُثني عليه ويقول له: والله إنك لأعلم من أبيك، ولو كان عندي أرقى من الدرجة الأولى لأعطيتك إياها.

## في معهد طنطا الأزهري
ما كاد الشيخ الأحمدي ينال العالمية من الدرجة الأولى حتى رشحته مواهبه للتدريس بالقسم العالي بمعهد طنطا، وانتدبه شيخ الأزهر لهذه المهمة على الرغم من حداثة سنه، وجلال المعهد الذي كان يُعد أقدم المعاهد الأزهرية بالأقاليم، ويلي الأزهر في المكانة والمنزلة، ويمنح شهادة العالمية لطلبته مثل الأزهر. كان المعلم الشاب موهوبًا، فلفت الأنظار إليه، واتسعت حلقته العلمية، وأقبل الطلاب عليه لغزارة علمه، وجمال عرضه، وقدرته على الإقناع والإفهام، وألّف في هذه الفترة كتابًا بعنوان «العلم والعلماء» دعا فيه إلى الإصلاح، وانتقد طريقة التدريس بالأزهر، وكان ينحو في دعوته منحى شيخه محمد عبده، وأثار الكتاب ضجة كبيرة، وامتعض منه الخديوي عباس حلمي، مما دفع الشيخ الشربيني شيخ الجامع الأزهر- وكان له موقف متعنت من حركة الإصلاح في الأزهر- بتكليف والده الشيخ إبراهيم الظواهرى بجمع نسخ كتاب ابنه وحرقها.
في (رجب 1325هـ - أغسطس 1907م) توفي إبراهيم الظواهري والد الأحمدي، وكان يشغل مشيخة معهد طنطا، التي تلي من الناحية الرسمية مشيخة الأزهر، وسمت نفس الأحمدي إلى أن يخلف والده في هذا المنصب، وأيده أعيان طنطا وكبراؤها، فكاتبوا الخديوي عباس حلمي يرجونه تنفيذ هذه الرغبة، لكن صغر سن الشيخ الذي لم يتجاوز الثلاثين وقف حائلاً دون تحقيق هذا الأمل، وحين عرض عليه منصب وكالة المعهد تمهيدًا للمشيخة في الوقت المناسب، رفض الأحمدي وقال لأحمد شفيق باشا الذي نقل إليه هذا العرض: «إنني أشكر جناب الخديويي وأشكر سعادتكم، ولكني لا أزال على موقفي، فإما شيخًا فأقوم بالإصلاح، وإلا فسأبقى مدرسًا كما أنا».
وعاد الأحمدي الظواهري إلى القسم العالي بمعهد طنطا يدرس لطلبته المصادر الكبرى التي لا تُدرس إلا لطلبة العالمية في الأزهر، فقرأ على طلبته مختصر ابن الحاجب في أصول الفقه، والعقائد النسفية في التوحيد ودلائل الإعجاز لعبد القاهر في البلاغة، وصحيح البخاري، فانظر إلى صاحب هذا العقل الذي كان يتقن هذه العلوم، ويقوم بتدريسها من مصادرها وأمهاتها الكبيرة وهو في هذا العمر المبكر.
ولما خلا مكان شيخ معهد طنطا شغله الظواهري على الرغم من معارضة كثيرين من شيوخ الأزهر في (صفر 1332هـ = يناير 1914م)، وفي عهده افتتح المبنى الجديد للمعهد، وحضر الخديوي حفل الافتتاح، وحاول الشيخ أن يجري إصلاحات عديدة في المناهج الدراسية ووسائل التدريس، لكنه كان مقيدًا بالحصول على موافقة المجلس الأعلى للأزهر، ولما كان معظم أعضائه من «المحافظين» فإن جهوده لم تلق دعمًا منهم، واضطر الشيخ إلى الاعتماد على نفسه في تطوير الدراسة في حدود اختصاصاته، وأنشأ عدة جمعيات للطلاب في الخطابة واللغة والتوحيد، يبث من خلالها أفكاره الإصلاحية، وأنشأ مجلة للمعهد وأسهم بماله في تكوينها، فكانت لسان المعهد وتعبيرًا عن أنشطته الثقافية.
ولما تولّى الملك فؤاد عرش البلاد توقفت صلته بالأحمدي الظواهري، لكن الوشاة أوغروا صدره عليه، فتغير من ناحيته، واستحكم العداء بينهما، وتوالت الدسائس، وكان من نتيجتها إلغاء القسم العالي بمعهد طنطا؛ إنقاصًا لأهميته، وبالتالي أهمية شيخه، ثم صدر قرار بنقل الظواهري شيخًا لمعهد أسيوط، وكان معهدًا ابتدائيًا صغيرًا، ليحولوا بينه وبين المناصب العليا.

## الدفاع عن الأزهر
تجددت الدعوة إلى إصلاح الأزهر والنهوض به في عام (1344ه = 1925م)، وكان من بين الصيحات دعوة غريبة إلى جعل الأزهر تابعًا لوزارة المعارف وتكون لها السيطرة عليه، على أن يبقى لشيخه مظهره الديني ووضعه اللائق في الرسميات، وكان رأيًا خطيرًا هدامًا، يبغي إلغاء الأزهر وهدم مكانته التاريخية ومنزلته في العالم الإسلامي، وكان للشيخ الظواهري موقف كريم؛ حيث ثار على هذا الرأي، ورأى فيه خطرًا داهمًا على الأزهر، فصدع برأيه قائلاً: كيف نقر ضم الأزهر للمعارف.. في الوقت الذي ننادي فيه باستقلال الجامعة المصرية وبعدها عن نفوذ المعارف، اللهم إلا إذا كان وراء هذا الضم غرض خاف هو القضاء على الأزهر ونفوذ الأزهر، وبالتالي على النفوذ الديني في البلاد.؟!

## ميلاد الجامعة الأزهرية
تولى الشيخ الأحمدي الظواهري مشيخة الجامع الأزهر في (7 من جمادى الأولى 1348 هـ / 10 من أكتوبر 1929م) وتعلقت الآمال بالشيخ الجديد، الذي سبق وأعلن عن منهجه الإصلاحي من قديم في كتابه «العلم والعلماء»، وكان الإمام عند حسن الظن، فخطا خطوة موفقة في مجال إصلاح الأزهر، ولعلها أبرز هذه الخطوات لما ترتب عليها من نتائج، كان أبرزها ظهور الكليات الأزهرية التي صارت نواة الجامعة الأزهرية.
تضمن «قانون إصلاح الأزهر» الذي صدر في عهده سنة (1349ه‍ = 1930م) جعل الدراسة بالأزهر أربع سنوات للمرحلة الابتدائية، وخمس سنوات للمرحلة الثانوية، وألغى القسم العالي واستبدل به ثلاث كليات هي: كلية أصول الدين، وكلية الشريعة، وكلية اللغة العربية، ومدة الدراسة بها أربع سنوات، يمنح الطالب بعدها شهادة العالمية.
وأنشأ القانون نظامًا للتخصص بعد مرحلة الدراسة بالكليات الثلاثة، على نوعين:
تخصص في المهنة، ومدته عامان، ويشمل تخصص التدريس ويتبع كلية اللغة العربية، وتخصص للقضاء ويتبع كلية الشريعة، وتخصص الوعظ والإرشاد ويتبع كلية أصول الدين، ويمنح المتخرج شهادة العالمية مع إجازة التدريس أو القضاء أو الدعوة والإرشاد. وتخصص في المادة ومدته خمس سنوات، يتخصص الطالب في أي فرع من الفروع الآتية: الفقه والأصول، والتفسير والحديث، والتوحيد والمنطق، والتاريخ، والبلاغة والأدب، والنحو والصرف، ويمنح المتخرج في تخصص المادة شهادة العالمية من درجة أستاذ.
نقل هذا القانون الطلاب من الدراسة بالمساجد إلى مبان متخصصة للتعليم، وتحول بنظام الحلقات الدراسية التي كانت تعقد بالأزهر إلى نظام الفصول والمحاضرات، وأصبحت كل كلية مسؤولة عن التعليم، وتتولى الإشراف على البحوث التي تتصل بعلومها، وأطلق على القسمين الابتدائي والثانوي اسم «المعاهد الدينية»، وكان هذا القانون خطوة حاسمة في سبيل القضاء على نظام الدراسة القديمة، وبداية ميلاد جامعة الأزهر.

## مجلة الأزهر
لم يكن إصلاح الإمام مقصورًا على تنظيم الكليات وتعديل المناهج العلمية، بل كانت له أياد بيضاء، فسعى إلى إصدار مجلة ثقافية تتحدث باسم الأزهر، أطلق عليها في أول الأمر «نور الإسلام» ثم تغير اسمها إلى مجلة الأزهر، وصدرت في (غرة المحرم 1349ه‍ =29 من مايو 1930م)، وأسند رئاسة تحريرها إلى الشيخ محمد الخضر حسين، الذي تولى مشيخة الأزهر فيما بعد. ومن مآثره أنه أوفد بعثات من العلماء للدعوة إلى الإسلام ونشر مبادئه في الخارج، فبعث بوفد إلى الصين والحبشة لهذا الغرض.

## استقالته من المشيخة
لم يستطع الإمام أن يحقق كل ما يطمح إليه من وجوه الإصلاح التي دعا إليها في كتابه «العلم والعلماء» لاعتبارات سياسية، فاشتدت معارضة العلماء والطلاب له، وجابهوه بالعداء، وزاد من أوارها الأزمة الاقتصادية الخانقة التي كانت تمر بها البلاد، ولم يجد خريجو الأزهر عملاً لائقًا، وعمل بعضهم دون أجر حتى يحفظ لنفسه حق التعيين حينما تواتيه الظروف، وزاد الأمور سوءًا أن السلطات طلبت من الظواهري فصل مائتين من العلماء في ظل هذه الظروف، فاستجاب لهم وفصل بعضهم، وبلغت الأزمة مداها بفصل عدد من طلاب الأزهر الغاضبين من سياسته والثائرين عليه، فلم يراعوا حرمة الشيخ وجلال منصبه، فجابهوه بالعداء السافر، وكانت التيارات الحزبية وراء اشتعال الموقف، ولم يستطع الشيخ أن يعمل في ظل هذه الظروف العدائية، فقدم استقالته في (23 من المحرم 1354ه‍ = 26 من أبريل 1935م).

## مكانة الشيخ
كان الظواهري من تلاميذ الإمام محمد عبده، وممن ينتهج نهجه في التعليم، وكان له أثر في أكثر ما استحدث في الأزهر من منشآت وما تم فيه من إصلاح، وكان صُلبًا فيما يعتقد أنه الحق، حريصًا على إقرار النظام وسيادة القانون، يرى بأن الهدوء والسكينة والنظام سبيل الأزهر إلى التقدم، وجمع إلى شدته تواضعًا وزهدًا في الدنيا، ناداه أحد العلماء بلقب الإمام الأكبر، فقال له: ما أنا إلا واحد من المشايخ، وما أنا إلا عبد الله محمد الظواهري، ولست أعتقد أن في مركزي هذا أكبر شيخ في الأزهر، بل أعتقد أن الأكبر هو من كان عند الله أكرم، مصداقًا لقوله تعالى: «إن أكرمكم عند الله أتقاكم»، ولست أعد نفسي إلا خادمًا للأزهر وأبنائه، لا رئيسًا له كبيرًا عليه.

## وفاته
توفي الشيخ الأحمدي في القاهرة سنة 1363هـ / 1944م.

## روابط خارجية
| قبلــه: محمد مصطفى المراغي | شيخ الجامع الأزهر الثاني والثلاثون (1350 هـ - 1354 هـ / 1930م - 1935م) | بعــده: محمد مصطفى المراغي |